# Buigny-lès-Gamaches
Buigny-lès-Gamaches é uma comuna francesa, localizada na região administrativa de Altos da França, no departamento de Somme. Estende-se por uma área de 4,77 km². Em 2010 a comuna tinha 412 habitantes (densidade: 86,4 hab./km²).